# CESR
CESR (англ. Cornell Electron Storage Ring) — электрон-позитронный коллайдер на энергию 1.75-6 ГэВ, работавший в 1979-2008 годах в Корнеллском университете, Итака, штат Нью-Йорк, США. В настоящее время используется как тестовый электронный синхротрон для задач ускорительной физики и как источник синхротронного излучения.

## Электрон-позитронный коллайдер CESR
Электрон-позитронный коллайдер CESR проектировался на энергию 8 ГэВ в пучке, и был призван закрыть область энергий, недоступную действовавшим коллайдерам SPEAR в американском центре SLAC, и DORIS в немецкой лаборатории DESY, и неэффективную для работы коллайдеров PEP (SLAC) и PETRA (DESY), у которых пик светимости приходился на более высокие энергии. Удачным образом, диапазон CESR оптимально пришёлся на энергию рождения Υ-мезона, с массой 9.5 ГэВ, открытого во время строительства CESR, в 1977 году в Фермилабе. Коллайдер CESR был запущен в 1979 году на энергию до 6 ГэВ (с одним ВЧ-резонатором, вместо проектных 2), в режиме 1×1 сгусток на нём была достигнута светимость 3·1030см−2с−1 на энергии 5.5 ГэВ. Инжектором пучков позитронов и электронов стал существовавший 12 ГэВ синхротрон, использовавшийся ранее для экспериментов с фиксированной мишенью.
За годы работы накопитель претерпел ряд серьёзных модификаций. Перестройка фокусирующей системы на опцию с малой бета-функцией в месте встречи; переход на работу с многими сгустками (45×45 сгустков) и пересечение под углом; многосгустковая инжекция; разработка и использование сверхпроводящих ВЧ-резонаторов и другие. Эти работы позволили повысить светимость установки до 1.25·1033см−2с−1, и CESR в 1990-е годы был коллайдером с высшей в мире светимостью, вплоть до запуска B-фабрик PEP-II и KEKB в США и Японии.

## Детекторы
Для регистрации событий столкновения частиц использовались два детектора, CLEO-I и CUSB. В конце 1980-х программа CUSB была свёрнута, а CLEO, претерпев ряд модификаций, работал вплоть до окончания программы по физике элементарных частиц на CESR в 2008 году. В 1989 году на смену CLEO-I пришёл CLEO-II, а в 2000 году заработал CLEO-III. Основным объектом изучения на коллайдере стал Υ-мезон (связанное состояние b-кварков, {\displaystyle b{\bar {b}}}), и его возбуждённые состояния.

## CESR-c
После запуска B-фабрик, предназначенных для изучения B-мезонов с очень высокой светимостью, CESR не мог составить им конкуренцию. Было принято решение модифицировать коллайдер для работы на более низкой энергии, для изучения связанных состояний c-кварков. В 2002 году коллайдер был остановлен, а в 2005-м заработал CESR-с, с детектором CLEO-c, в области энергий около 2 ГэВ, и светимостью 1·1032см−2с−1. В 2008 году программа по изучению физики элементарных частиц на CESR была полностью остановлена.

## CHESS
Помимо физики высоких энергий и элементарных частиц, на накопителе с момента его создания велись работы по использованию синхротронного излучения. Была создана лаборатория CHESS (Cornell High Energy Synchrotron Source), которая долгое время работала на CESR в паразитном режиме. На момент запуска было создано три канала вывода СИ из поворотных магнитов. После окончания работы CESR как коллайдера программа CHESS стала одной из двух основных задач накопителя. На кольце, помимо выводов излучения из магнитов, установлены излучательные вигглеры.

## Cesr-TA
Ещё одна программа использования синхротрона Cesr-TA (CESR Test Accelerator) — тестовая машина для проектирования и испытаний различных идей строительства затухательных колец Международного линейного коллайдера ILC.

## ERL
Перспективной программой также является использование кольца CESR для строительства ускорителя-рекуператора (Energy Recovery Linac). В этом случае кольцо будет использоваться не как накопитель, а как однопролётный канал с ускоряющими и излучающими секциями.